# 곡강천
곡강천(曲江川)은 경상북도 포항시 북구 신광면 마북리의 마북저수지에서 발원하여 반곡저수지를 거쳐 남류, 용연저수지를 거쳐 동류하다가 경상북도 포항시 북구 흥해읍 홍안리에서 북류하고 곤륜산 부근에서 동류하다가 경상북도 포항시 북구 흥해읍 칠포리의 동해로 흘러든다.2009년 11월 4일 이 강이 생태하천으로 조성이 시작되어 2012년 9월 29일 흥해읍 매산리에서 흥안리까지 10.6km구간의 조성이 완료되고 생태환경 조성사업 준공식을 치렀다.

## 같이 보기
- 포항 북송리 북천수